# Gian Giacomo Cristoforo
Gian Giacomo Cristoforo (* um 1588 in Piaggine; † 8. Mai 1649) war ein italienischer römisch-katholischer Bischof.
Cristoforo, Doktor in beiden Rechten, wurde am 12. April 1649 zum Bischof von Lacedonia ernannt.